# Joan Aguilera Herrera
Joan Aguilera Herrera   (Barcelona, 22 de març de 1962 - Barcelona, 25 de març de 2025) fou un jugador de tennis professional català.
Va guanyar cinc títols individuals en el circuit ATP, entre els quals destaca el Masters Sèries d'Hamburg l'any 1990, que li van permetre arribar al setè lloc del rànquing individual mundial i ser el primer espanyol en vèncer en un Màsters 1000. Va formar part de l'equip espanyol de la Copa Davis.
Després de la seva retirada va exercir com a entrenador de tennis de categories inferiors.

## Palmarès

### Individual: 9 (5−4)
| Llegenda (pre/post 2009)                                 |
| -------------------------------------------------------- |
| Grand Slams (0−0)                                        |
| Tennis Masters Cup / ATP Finals (0−0)                    |
| ATP Masters Series / ATP World Tour Masters 1000 (0−0)   |
| ATP International Series Gold / ATP World Tour 500 (2−1) |
| ATP International Series / ATP World Tour 250 (0−2)      |

| Títols per superfície |
| --------------------- |
| Dura (0−0)            |
| Gespa (0−0)           |
| Terra batuda (5−4)    |

| Resultat  | Núm. | Data                   | Torneig                      | Superfície   | Oponent          | Marcador                |
| --------- | ---- | ---------------------- | ---------------------------- | ------------ | ---------------- | ----------------------- |
| Finalista | 1.   | 19 de setembre de 1983 | Bordeus, França              | Terra batuda | Pablo Arraya     | 5−7, 5−7                |
| Guanyador | 1.   | 23 d'abril de 1984     | Ais de Provença, França      | Terra batuda | Fernando Luna    | 6−4, 7−5                |
| Guanyador | 2.   | 7 de maig de 1984      | Hamburg, Alemanya Occidental | Terra batuda | Henrik Sundström | 6−4, 2−6, 2−6, 6−4, 6−4 |
| Guanyador | 3.   | 19 de juny de 1989     | Bari, Itàlia                 | Terra batuda | Marián Vajda     | 4−6, 6−3, 6−4           |
| Finalista | 2.   | 14 d'agost de 1989     | Sent-Vincent, Itàlia         | Terra batuda | Franco Davín     | 2−6, 2−6                |
| Guanyador | 4.   | 16 d'abril de 1990     | Niça, França                 | Terra batuda | Guy Forget       | 2−6, 6−3, 6−4           |
| Guanyador | 5.   | 7 de maig de 1990      | Hamburg (2)                  | Terra batuda | Boris Becker     | 6−1, 6−0, 7−6           |
| Finalista | 3.   | 30 de juliol de 1990   | Sanremo, Itàlia              | Terra batuda | Jordi Arrese     | 2−6, 2−6                |
| Finalista | 4.   | 24 de setembre de 1990 | Palerm, Itàlia               | Terra batuda | Franco Davín     | 1−6, 1−6                |

## Trajectòria

### Individual
| Open d'Austràlia | A   | A   | A     | A     | A     | NC   | A   | A     | A     | A     | A    | 0 / 0     | 0 – 0     |
| Roland Garros | A   | A   | 1R    | 4R    | 3R    | 2R   | A   | A     | A     | 2R    | 1R   | 0 / 6     | 7 – 6     |
| Wimbledon | A   | A   | A     | A     | A     | A    | A   | A     | A     | 3R    | 1R   | 0 / 2     | 2 – 2     |
| US Open | A   | A   | A     | 2R    | A     | A    | A   | A     | A     | 1R    | A    | 0 / 2     | 1 – 2     |
| Total Victòries−Derrotes | 2−2 | 4−9 | 15−11 | 31−18 | 16−18 | 5−14 | 7−8 | 11−13 | 20−10 | 31−19 | 4−18 | 146 – 140 | 146 – 140 |
| Rànquing a final d'any | –   | 227 | 19    | 79    | 255   | 141  | 166 | 64    | 19    | 295   | 1118 |           |           |
| Llegenda: G: Guanyador; F: Finalista; SF: Semifinalista; QF: Quarts de final; Q: Qualificació; A: Absent; RR: Round Robin; NC: No celebrat |     |     |       |       |       |      |     |       |       |       |      |           |           |